# Phoenix OS
Phoenix OS — операційна система для персональних комп'ютерів, планшетів і ноутбуків, що базується на ОС Android. Система створена організацією Beijing Chaozhuo Technology. Програмний код розробляється, як Open source з невеликою частиною пропрієтарного коду.

## Системні вимоги
- Процесор Intel x86 з ядром, що працює на частоті 1 ГГц або вище
- 1 Гб або більше оперативної пам'яті
- 128 Мб або більше відео-пам'яті
- 6 Гб або більше вільного місця на жорсткому диску